# Denga

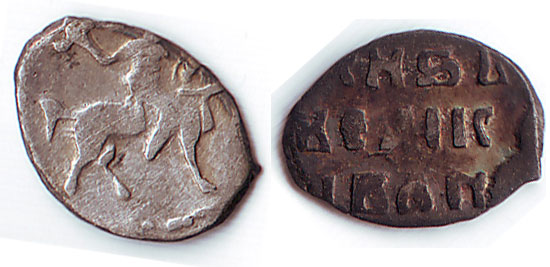
Denga, Zar Iwan IV., zweite Hälfte des 16. Jh.

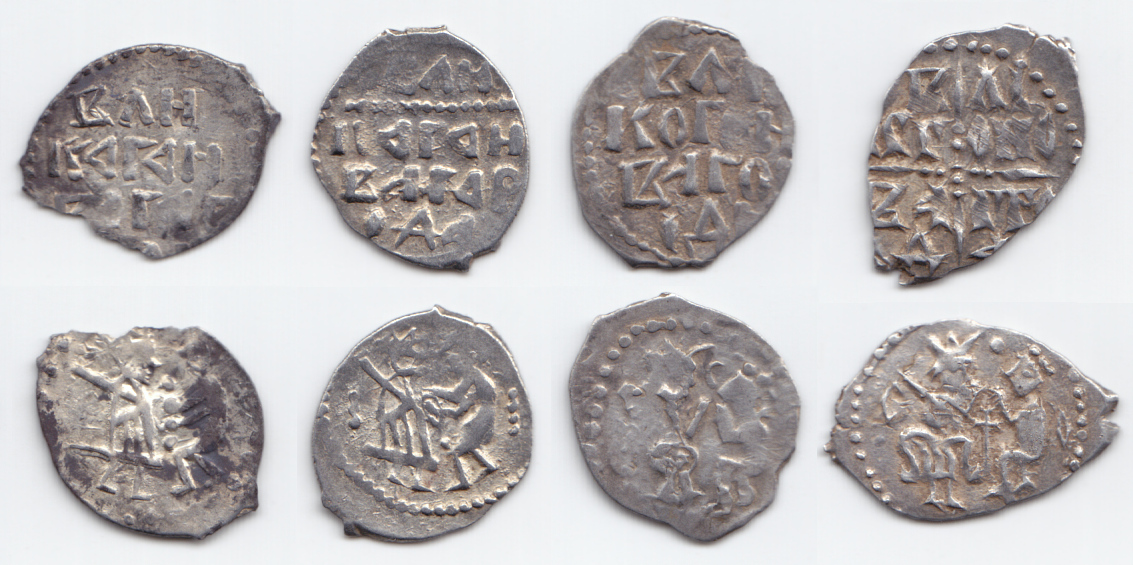
Silberne Dengi der Nowgoroder Republik, 1420–1478.

Denga, Plural Dengi (russisch деньга, ältere Form денга) heißt eine russische Münze, die ursprünglich in Silber und später in Kupfer ausgeprägt wurde.
Die Ende des 14. Jahrhunderts, wohl zur Zeit von Großfürst Dmitri Donskoi, entstandene Münze erhielt ihren Namen in Nachahmung der Bezeichnung einer tatarischen Silbermünze „Tengah“, was wiederum auf den arabischen Dirhem und über diesen auf die Griechische Drachme zurückzuführen ist. Die Herstellung war recht einfach. Von einem Silberdraht wurden Stücke in einer bestimmten Länge abgeteilt und mit Hammer und Zange in eine münzähnliche (Tropfen-)Form geklopft. Anschließend erhielten die Münzen ihre Prägung. Das Gewicht betrug ca. 1 g (0,92 g), was etwa dem zweihundertstel des Gewichts eines Rubelbarrens entsprach. Viele Denga- und auch Kopekenmünzen aus dieser Zeit sind mit einem kleinen Loch versehen, das der damaligen Aufbewahrungsform – auf einer Schnur aufgefädelt – bzw. der Brautschmuckverarbeitung geschuldet ist.

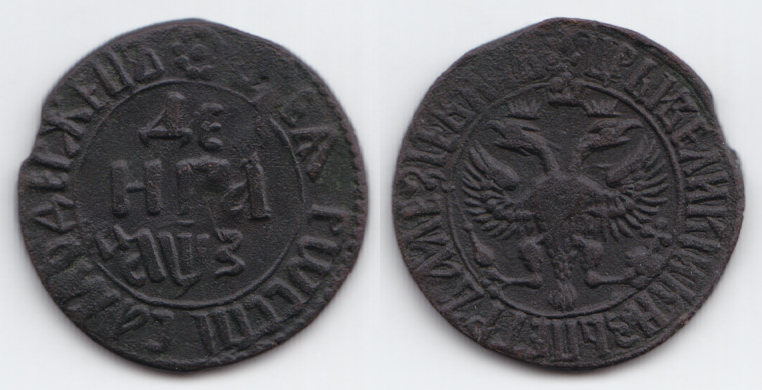
Copper denga, Peter I, 1707.

Die Münze entwickelte sich in der zweiten Hälfte des 15. Jahrhunderts zur vorherrschenden Münze in Russland mit einer Vielzahl von unterschiedlichen Münzbildern. Sie ist meist mit dem Wort Pečat (= Petschaft, Siegel) und dem Namen des Herrschers beschriftet. Um 1500 setzte eine Reduzierung auf wenige Typen ein. Das typische Münzbild war nun der Großfürst zu Pferde mit geschwungenem Säbel, was ihr im Volk den Namen „Sablanica“ („Säbelmünze“) einbrachte, analog zu der neuen zweiten, doppelt so schweren Kleinmünze, der „Kopejka“ („Speermünze“) – siehe auch Kopeke.
Eine kontinuierliche Geldentwertung lässt ihre Bedeutung und ihr Gewicht allmählich immer weiter zurückgehen. Dennoch ist sie im Volk immer noch das Synonym für Geld (Plural Dengi/Деньги = russische Bezeichnung für Geld) und dient als Recheneinheit.
Ab 1700 wurde sie dann nur noch als Kupfermünze ausgeprägt. Die Prägung lief schließlich offiziell 1828 aus. Nur mehr zur Erinnerung wurde schließlich um 1849 eine Klein-Münze als Deneschka bezeichnet, deren Namen sich auf die bis 1928 geprägte Halbkopeke übertrug. Die halbe Denga hieß Poluschka (russisch полушка bzw. получка  – noch heute synonym für „Lohn“ und stammt vom Wortstamm her „von halben Hasenfellen“ = Pol-Uschkani ab) und wurde bis 1916 als Viertelkopeke in Kupfer geprägt.